# 1653 en France
Chronologie de la France
- 1649
- 1650
- 1651
- 1652
- 1653
- 1654
- 1655
- 1656
- 1657

Cette page concerne l’année 1653 du calendrier grégorien.

## Événements

### Janvier
- 2 janvier : mort du surintendant Charles de La Vieuville[1].
- 9 janvier : remontrances de Pierre de Marca, archevêque de Toulouse. Les évêques et archevêques présents à Paris demandent que le procès de Retz soit confié à des juges ecclésiastiques et que le prisonnier soit libéré[2]. Le chancelier Séguier les éconduit.
- 20 janvier : bref du pape Innocent X réclamant à Louis XIV la libération de Retz[3].
- 25 janvier : la réunion des États généraux prévue à Sens est différée au 1er mai, le roi devant demeurer à Paris en raison de l’offensive de Condé en Picardie et en Champagne[4].
- 28 janvier : Turenne et Mazarin entrent dans Vervins reprise aux Espagnols. Les deux hommes prennent la route de Paris tandis que l’armée prend ses quartiers d’hiver à Crécy et à Laon[5].

### Février
- 3 février : Mazarin rentre triomphalement à Paris[6]. Il aurait tardé pour ne pas être accusé d’avoir trempé dans l’arrestation d’un autre cardinal (selon la duchesse de Nemours). Louis XIV vient à sa rencontre jusqu’au Bourget.
- 7 février : Nicolas Fouquet est nommé surintendant des finances concurremment à Abel Servien[6].
- 8 février : baptême du futur duc de Bourbon, à Bordeaux qui lui donne son nom Louis de Bordeaux, fils de Condé et de Clémence de Maillé. Il a la duchesse de Longueville comme marraine et est porté sur les fonts baptismaux par Marsin[7].
- 27 février : le comte du Daugnon, gouverneur d’Aunis, fait sa paix avec la Cour[8]. Il cède le gouvernement d’Aunis. En échange de quoi il est amnistié, reçoit 530 000 livres et est fait duc et maréchal.

### Mars
- 7 mars : manifestations pour la paix à Bordeaux[1].
- 14 mars : arrestation du conseiller du Parlement Fouquet-Croissy à Paris[1].
- 22 mars : le père Ithier, moine Cordelier, ami de Cosnac, qui conspire pour la cour et contre Conti qui voulait le chasser de Bordeaux, est arrêté chez Madame de Longueville. Condamné à mort le 24 mars, il est gracié par le prince de Conti et condamné à la réclusion à perpétuité après avoir fait amende honorable le 26 mars[9].
- 25 mars : Les filles du Saint-Sacrement s’établissent au faubourg Saint-Germain, rue Férou ; elles sont transférées rue Cassette en 1669[10].
- 27 mars : à Tournai, dans l’église Saint-Brice, découverte de la tombe de Childéric Ier, fils de Mérovée et père de Clovis[11].
- 29 mars : réception officielle de Mazarin à Hôtel de ville[1] où il est couvert de louanges alors qu’il y avait été qualifié de « plus grande ordure du siècle » en juin 1652, moins d’un an plus tôt.
- 31 mars : l’archevêque d’Embrun arrive à Blois pour se plaindre à Monsieur de la conduite de Mademoiselle et de ses liens avec Condé. Il est envoyé par Mazarin[12].

### Avril
- 9 avril : Louis Couperin est titulaire de l’orgue de Saint-Gervais[13].
- 11 avril : pour le vendredi saint, Gaston est entendu par son confesseur une heure et demie et fait contrition[14].
- 21 avril : l’ambassadeur du roi à Rome, Henri d’Étampes, bailli de Valençay (1603-1678), propose d'envoyer le prisonnier Gondi à Rome ; le gouvernement royal refuse le 16 mai[15].

### Mai
- 26 mai : Bossuet siège pour la première fois à l’assemblée des trois ordres (noblesse, clergé, tiers état) à Metz comme un des dignitaires de la cathédrale[16]
- 27 mai : découverte de la tombe de Childéric Ier à Tournai[17].
- 31 mai : par la bulle Cum occasione, Innocent X condamne les cinq propositions de l’Augustinus attribuées à Jansenius[6]. Le 3 juillet, le nonce Nicola Guidi di Bagno remet la bulle à Louis XIV et le bref qui l’accompagne[18]. Le 4 juillet délivre des lettres patentes pour la faire recevoir dans tout le royaume[6].

### Juin
- 5 juin : profession religieuse de Jacqueline Pascal, sœur de Blaise à Port-Royal de Paris[19].
- 6 juin : prise de Seurre[20].
- 12 juin : l’Ormée de Bordeaux demande à Oliver Cromwell sa protection. Il lui envoie deux officiers, Sexby et Arundel (1651-1653)[21].
- 17 juin : privilège royal accordé par ordonnance au comte de Jean-Jacques Renouard de Villayer pour établir une poste locale à Paris[22]. Elle commence à fonctionner le 8 août mais ne connait pas de succès[23].

### Juillet
- 4 juillet : Louis XIV et Mazarin assistent à un feu d’artifice tiré sur la place de Grève. Banquet offert par la municipalité[24].
- 5 juillet : prise de Bourg-sur-Gironde par le comte d’Estrades[1].
- 9 juillet : prise de Rethel[25].
- 11 juillet : Mazarin réunit les évêques présent à Paris au Louvre aux fins de faire appliquer la bulle Cum occasione[26]. Quatre évêques résistent (distinction du droit et du fait) : l’archevêque de Sens, primat des Gaules (Louis Henri de Pardaillan de Gondrin) assortit la bulle d’une lettre pastorale contradictoire, ceux d’Angers (Henri Arnauld), de Comminges et de Beauvais (Nicolas Choart de Buzenval) refusent d’obtempérer[27].
- 17 juillet : prise de Libourne par le comte d’Estrades[1].
- 18 juillet : Brienne écrit à Valençay que Louis XIV, accédant à la demande des parents du coadjuteur, est disposé à faire libérer Retz si celui-ci renonce à son droit de succession à l’archevêché de Paris et s’il s’en va résider à Rome ; Retz refuse le 18 août[28].
- 20 juillet : la bourgeoisie bordelaise exige la paix[29].
- 24 juillet : accord secret de Conti avec la cour[29]
- 27 juillet : conclusion de la paix à Lormont entre les députés de Bordeaux et les ducs de Vendôme et de duc de Candale[30].
- 31 juillet : proclamation de la paix de Bordeaux[29]. Elle assure une amnistie générale, dont celle des princes (princesse de Condé, duchesse de Longueville, Conti), de Marsin et Lenet[31].

### Août

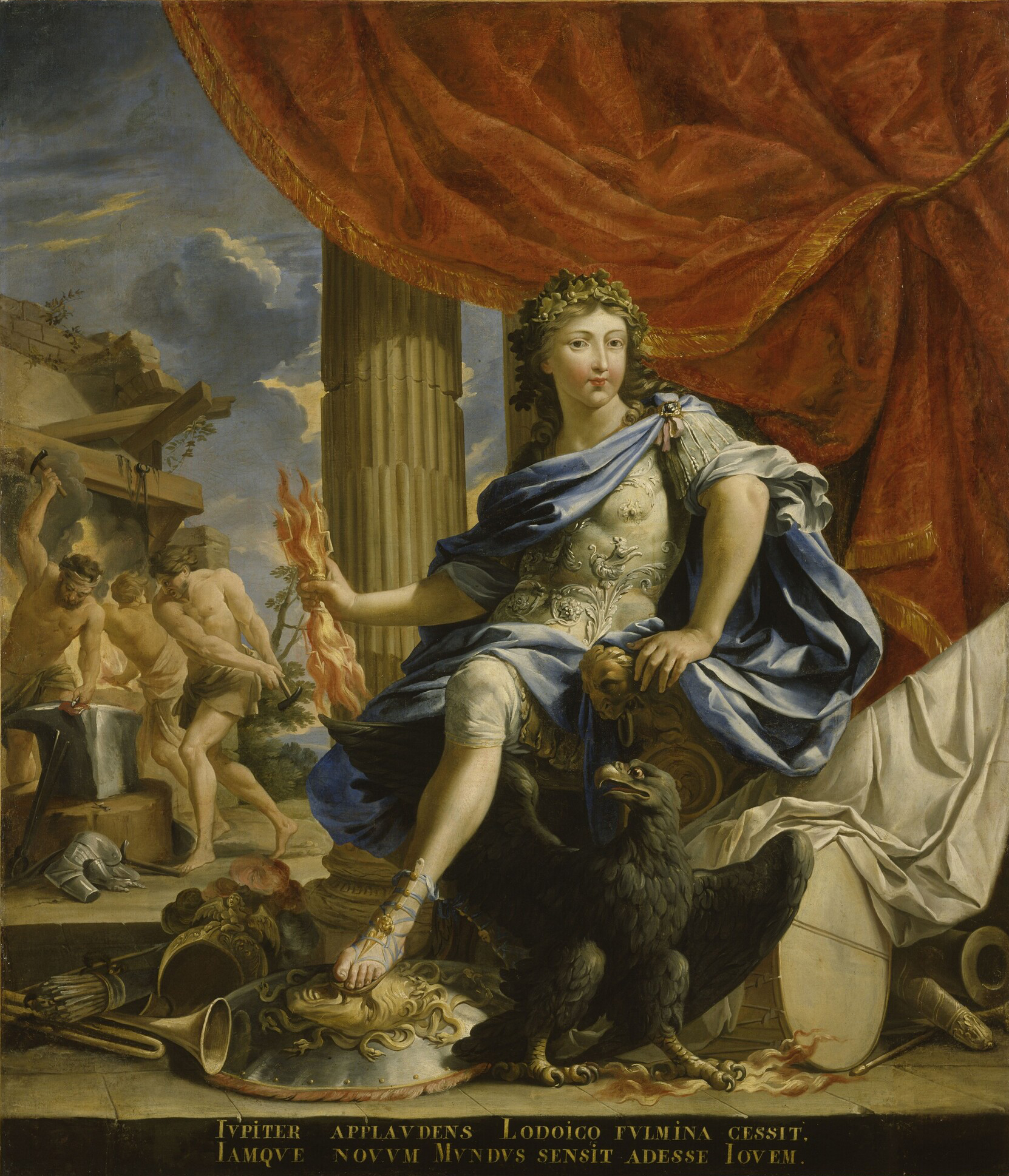
Charles Poerson, « Louis XIV en Jupiter, vainqueur de la Fronde », vers 1653.

- 2 août : le prince de Conti, la princesse de Condé, la duchesse de Longueville, Marsin et Lenet quittent Bordeaux[31].
- 3 août : entrée des ducs de Vendôme et de Candale dans Bordeaux. Plus de 300 des principaux participants de l’Ormée, exclus de l’amnistie, sont exilés. Fin de la Fronde bordelaise[31]. Le château Trompette et le fort du Hâ seront rétablis comme forteresses destinées à tenir la ville en respect. Les privilèges de la ville sont confirmés, mais le Parlement est transféré à La Réole. Le 5 août, conformément au traité, de nouveaux jurats sont nommés[32].
- 7 août : prise de Roye par les Espagnols conduit par Condé, qui envahissent la Picardie[6].
- 8 août : débuts de la « petite poste » de Paris du comte Jean-Jacques Renouard de Villayer[23]. C’est un échec provisoire, considéré néanmoins comme la création de la Poste en France. Auparavant, il y avait quatre bureaux de poste à Paris. Villayer crée les premières boîtes murales dans quelques rues. Le développement est lent : Paris compte six boîtes en 1692, cinq cents en 1780.
- 10 août : arrivée de Conti à Pézenas, accompagné de sa maîtresse Mme de Calvimont, de Cosnac, de son secrétaire Sarazin, de son ami Guilleragues ; ils s’installent au château de la Grange-des-Prés[33].
- 12 août : l’intendant du Languedoc Louis Le Tonnelier de Breteuil est nommé intendant de la généralité de Paris. Deux commissaires extraordinaires, François de Verthamont et Louis Boucherat assurent l’administration du Languedoc jusqu’à la nomination de Claude Bazin de Bezons à la fin de l’année (fin en 1673)[34].
- 13 août : capitulation de Villeneuve-sur-Lot, la dernière place frondeuse de Guyenne, devant les troupes royales du comte de Vaillac[35].
- 18 août : à l’instigation du gouvernement royal, le nonce Bagno, les ministres de Brienne et Le Tellier vont visiter Retz dans sa prison et lui proposent de le libérer à condition qu’il se retire à Rome. Mais Retz, qui a été prévenu par ses amis, refuse malgré sa lassitude. Sa réponse est même imprimée et publiée à Paris par les Frondeurs[28]. Mazarin, furieux, fait changer la garde de Vincennes.
- 20 août : Bossuet fait à Metz le Panégyrique de saint Bernard[36].
- 30 août : Étienne de Bragelonne, chanoine de Notre-Dame de Paris, qui partage volontairement la captivité de Retz à Vincennes depuis le 25 avril, et qui « avait été nourri au collège auprès de moi » (Retz) se suicide : « il se coupa la gorge avec un rasoir au quatrième accès » de fièvre tierce[37],[38].

### Septembre
- 9 - 28 septembre : siège et prise de Mouzon par Turenne et La Ferté-Senneterre, en présence du roi[25].
- 17 septembre : mariage de Charlotte-Marie de Daillon, fille de Timoléon de Daillon, comte du Lude, avec Gaston, duc de Roquelaure[39].
- 20 septembre : La Rochefoucauld rédige son testament, deux fois dans la même journée[40].
- 25 septembre : combat de Casa-della-Selva. Le maréchal d’Hocquincourt, opposé à don Juan d’Autriche, doit lever le blocus de Gérone et repasser les Pyrénées[20].
- 30 septembre : Condé prend Rocroi[6].

### Octobre
- 22 octobre : début du siège de Sainte-Menehould par Turenne[41].

### Novembre
- 26 novembre : Louis XIV assiste à la reddition au maréchal du Plessis-Praslin de Sainte-Menehould[25]. Turenne obtient la reddition après l’explosion des munitions des Frondeurs assiégés.

### Décembre
- 31 décembre : parti de Pézenas, Conti, accompagné de Villars, après une étape à  Bagnols et à Vienne, arrive à Lyon. Il songe à provoquer le duc d’York, futur roi d’Angleterre, en duel, non qu’il ait le moindre reproche, mais pour le plaisir et la gloire d’avoir eu un duel. Or sa qualité de prince du sang lui interdit de défier un quelconque gentilhomme. Les abbés d’Aisnay et Gabriel de Roquette les accueillent[42].